# Volúmnia (gens)
Volúmnia (em latim: Volumnia, pl. Volumnii) era uma antiga família patrícia romana de origem etrusca. Essa família tem atestada sua existência já no século VII a.C.. Alguns membros ilustres são Volúmnia, esposa de Coriolano, uma pessoa que viveu no século V a.C.; e Públio Volúmnio Galo, que serviu como cônsul em 461 a.C.
Apesar de uma origens antigas, os Volúmnios nunca alcançaram posições de particular importância na história da República Romana.
Os Volúmnios eventualmente se separaram em dois ramos, os Volúmnios Galos, distinguidos pelo agnome Amintino, e os Volúmnios Fiamas que usavam o  agnome Violente.
Muito poucos membros desta gens são mencionados sem cognome. Entre estes Volumnia, esposa de Caio Márcio Coriolano, ficou famosa na história de Roma. Ela fora apoiada pela sogra Vetúria e conseguiu dissuadir o marido, que havia incitado os volscos contra Roma, de lutar contra seu próprio povo.
Um membro dessa família conhecida por inscrição é Tânia Cesínia Volumna datada do século I a.C., uma liberta nomeada numa urna funerária etrusca. 

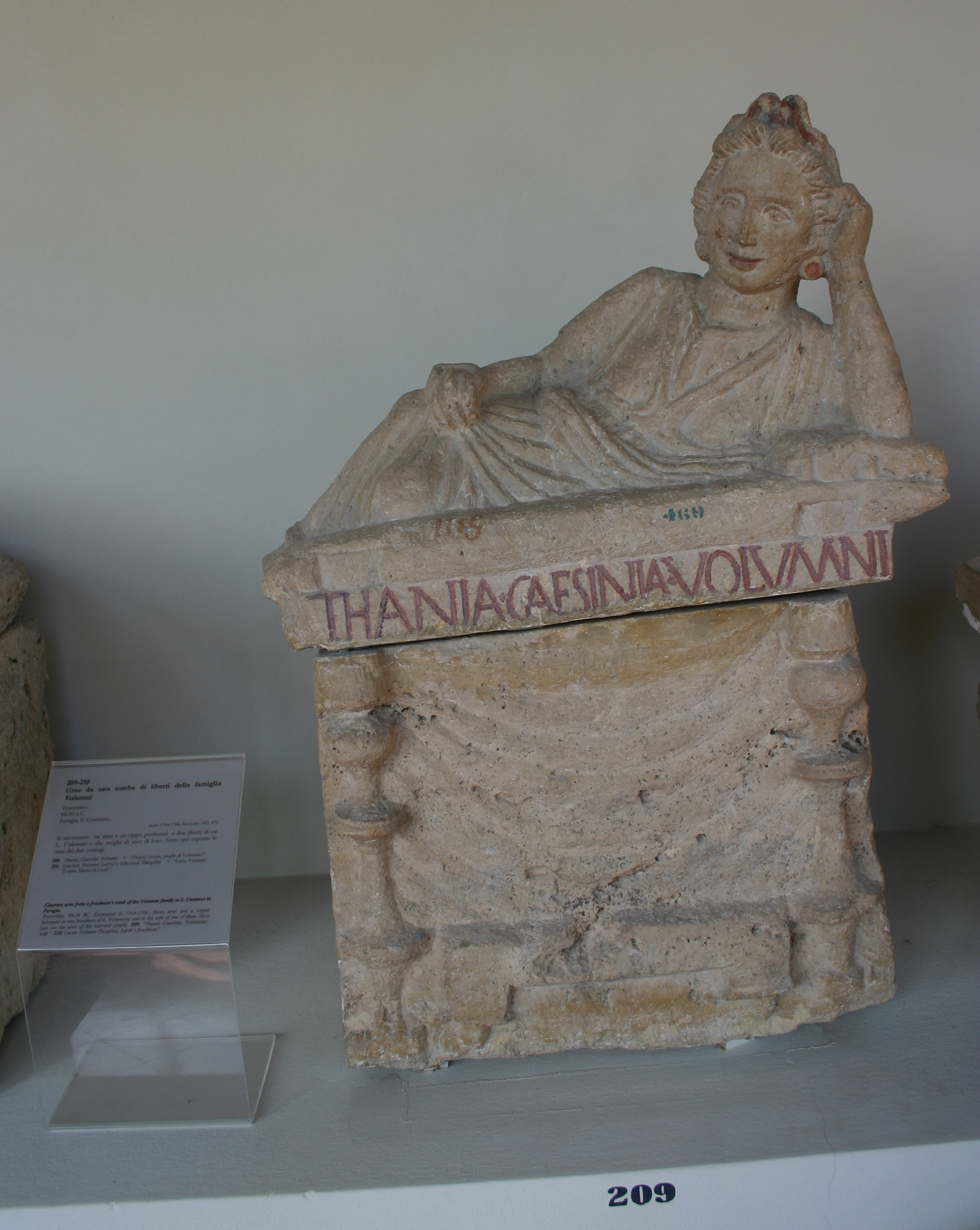
Urna etrusca contendo o nome Tânia Cesínia Volumna

## Membros
Outros membros notáveis da Gens Volúmnia:
- Lúcio Volúmnio Flama Violente, primeiro cônsul de origem plebeia em 307 e 296 a.C.
- Públio Volúmnio Amintino Galo, cônsul em 461 a.C.
- Marco Volúmnio, que foi assassinado por Catilina durante a ditadura de Sila
- Públio Volúmnio, um filósofo romano, amigo e companheiro de Marco Júnio Bruto
- Lúcio Volúmnio, senador e amigo próximo de Cícero